# Bob Giraldi
Pour les articles homonymes, voir Giraldi.
Bob Giraldi est un réalisateur, scénariste et producteur américain né le 17 janvier 1939 à Paterson, New Jersey (États-Unis).

## Filmographie

### comme réalisateur
- 1982 : National Lampoon's Movie Madness
- 1983 : Say Say Say (Clip Vidéo)
- 1985 : Visions of Diana Ross (vidéo)
- 1985 : Magic Is Alive, My Friend
- 1985 : City Boy (TV)
- 1986 : Jean Michel Jarre Rendez-vous Houston: A City in Concert (TV)
- 1986 : Club Med (TV)
- 1987 : Hiding Out (en)
- 2000 : Dîner entre ennemis (Dinner Rush)
- 2002 : The Routine
- 2005 : Honey Trap

### comme scénariste
- 1985 : Magic Is Alive, My Friend

### comme producteur
- 1982 : "Beat It" de Michael Jackson. Album Thriller Epic Record. Sony BMG
- 2000 : Dîner entre ennemis (Dinner Rush)